# Mariannhill
Mariannhill (Collina delle Sante Anna e Maria) è un sobborgo della città di Pinetown, nel KwaZulu-Natal (Sudafrica), a pochi chilometri da Durban.
Si è sviluppato attorno al monastero trappista fondato dal missionario austriaco Franz Pfanner nel 1890, da cui ha avuto origine la Congregazione dei Missionari di Mariannhill: dal 1936 è sede vescovile cattolica.